# Taina Elg
Taina Elisabeth Elg, född 9 mars 1930 i Helsingfors i Finland, död 15 maj 2025 i Helsingfors, var en finländsk-amerikansk dansare och skådespelare som gjorde karriär i Hollywood och senare uppträdde på Broadway. Hon har kallats Finlands enda Hollywoodstjärna, vars besök i hemlandet på 1950-talet fick folkmassor att samlas och tidningar att skriva reportage.

## Biografi
Elg föddes i en musikerfamilj år 1930. Hennes mor Helene Dobroumova kom ursprungligen från Ryssland och flydde till Finland före revolutionen. Hennes far Åke Elg kom från Åbo.

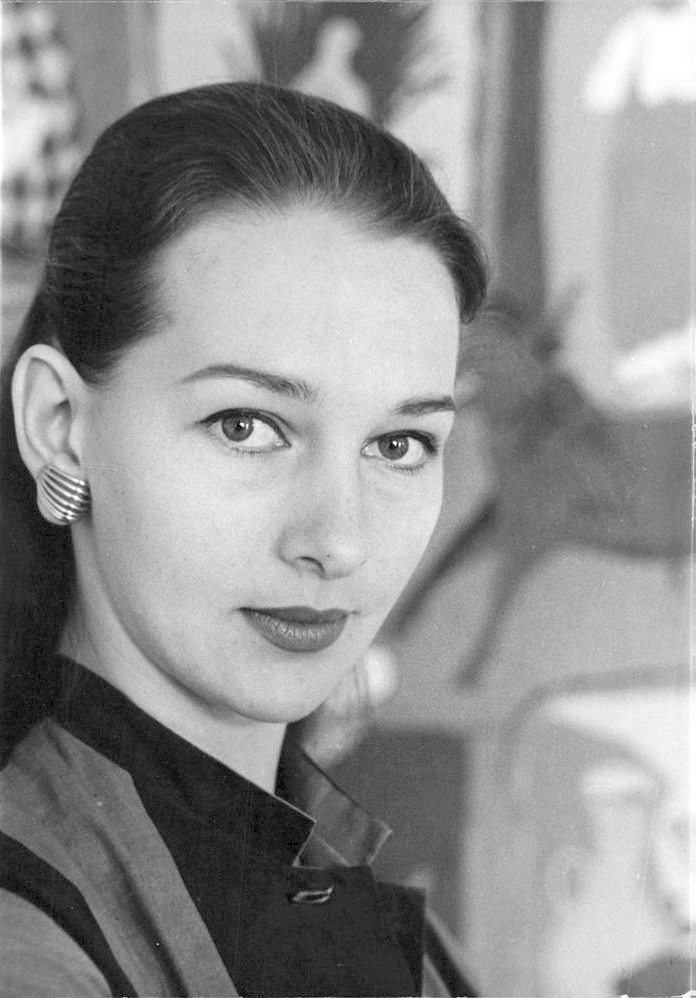
Taina Elg i 1957.

Taina Elg föddes i Helsingfors och bodde på flera olika platser i Finland: Åbo, Suojärvi, Sordavala, Impilax, Mariehamn, åter i Helsingfors och slutligen i Viborg, varifrån hon evakuerades tillsammans med sin mor efter andra världskriget. Elg började sin bana som dansare vid Nationaloperan, där hon tog examen från balettskolan 1946. Därefter bar det av ut i världen som dansare. Först flyttade Elg till Göteborg och därifrån till England och teatern Sadler’s Wells samt vidare till Monte Carlo för att dansa i Marquis de Cuevas balettkompani mellan 1949 och 1953. En skada satte dock punkt för balettkarriären. Innan hon flyttade till Hollywood arbetade Elg som modell i Paris och medverkade bland annat i Vogue och Elle. År 1954, vid 23 års ålder, skrev hon kontrakt med filmbolaget Metro-Goldwyn-Mayer. Hennes Hollywooddebut skedde 1955 i filmen The Prodigal (Den förlorade sonen), där Lana Turner spelade huvudrollen. Året därpå, 1956, belönades Elg med en Golden Globe i kategorin mest lovande utländska skådespelerska för sin roll i filmen Gaby.
Elgs första filmframträdande skedde redan i Finland i filmen Familjen Suominen 1941, och senare i Giftas för en dag 1946. Hennes mest kända film är Les Girls från 1957, regisserad av George Cukor, där hon spelade mot bland andra Gene Kelly, Mitzi Gaynor och Kay Kendall. För sin roll i filmen belönades Elg med en Golden Globe i kategorin ”bästa skådespelerska i musikalfilm”. På filmens soundtrack sjunger Elg bland annat Cole Porters låt C’est ça l’amour, ackompanjerad av MGM Studio Orchestra under ledning av Adolph Deutsch.
År 1961 flyttade Elg till New York för att göra scenkarriär. Hon har medverkat i musikaler som Irma la Douce, Redhead, Silk Stockings, Can-Can, Look to the Lilies, Nine och Titanic. Elg spelade också under ett och ett halvt år i den amerikanska såpoperan One Life to Live. Hon nominerades till en Tony Award 1975. Elg har dessutom gästspelat i TV-serier som Mord och inga visor (Murder, She Wrote). Elg har bland annat också spelat mot en 23-årig Arnold Schwarzenegger i hans första film, Herkules i New York.
Elg var gift med Carl-Gustav Björkenheim mellan 1953 och 1960. Paret hade en son, musikern Raoul Björkenheim. Pianisten Cyril Szalkiewicz var Taina Elgs kusin. Elgs andra make var sociologiprofessorn Rocco Caporale, som hon var gift med mellan 1982 och 2008. Elg bodde länge på Upper East Side på Manhattan i New York, men återvände till Finland på 1990-talet. Hon var medborgare i både USA och Finland.
Taina Elg avled den 15 maj 2025 på ett vårdhem i Helsingfors.